# Halo: Reach
Vous lisez un « bon article » labellisé en 2011.
Pour les articles homonymes, voir Halo et Reach.
Halo: Reach est un jeu vidéo de tir à la première personne (FPS) développé par Bungie et édité par Microsoft. Officiellement dévoilé lors de la conférence Microsoft de l'E3 2009, le jeu est sorti en septembre 2010 au niveau mondial exclusivement sur Xbox 360.
Selon ses développeurs, comparativement aux précédents volets de la série, Halo: Reach propose un nouveau rendu visuel, notamment grâce à un moteur graphique retravaillé et un design différent. Ainsi, les modèles 3D sont constitués de beaucoup plus de polygones, les animations ont été entièrement revues à grand renfort de capture de mouvement, les effets de particules se sont multipliés, et les textures ont gagné en finesse. La réalisation technique se veut plus soignée que les précédents volets de Halo.
Le jeu connaît un succès commercial en réalisant 200 millions de dollars de chiffre d'affaires en une seule journée, et d'après VG Chartz, en mars 2011, il se serait vendu environ 8 millions d'exemplaires du jeu à travers le monde.

## Synopsis

### Univers
Halo : Reach se déroule dans un univers de science-fiction, durant l'année 2552, peu avant les événements du jeu Halo: Combat Evolved sorti en 2001. Les humains et le Commandement Spatial des Nations Unies (UNSC) combattent depuis longtemps une coalition d'espèces extraterrestres connue sous le nom de Covenant. Au moment des événements de Halo: Reach, la majorité des colonies spatiales humaines est tombée aux mains des Covenants. La planète éponyme Reach est une planète colonisée, semblable à la Terre, qui abrite les principales infrastructures militaires de l'UNSC. En plus de l'armée, la colonie accueille plus de 700 millions de civils.

### Personnages principaux
Le jeu suit les actions de l'équipe Noble, une unité spéciale de l'UNSC composée de super-soldats d'élite, les Spartans. Le joueur contrôle une nouvelle recrue anonyme, identifiée par le nom de code Noble Six (et dont le sexe dépend du choix du joueur). Le chef de l'équipe Noble est Carter-A259. Avec son second, Kat-B320, ils sont les seuls membres de l'équipe Noble d'origine. L'équipe compte également trois autres soldats : Jorge-052, Emile-A239 et Jun-A266.

### Scénario
Le jeu commence alors que Noble Six rejoint l'équipe Noble en remplacement d'un camarade tombé au combat. Le colonel Holland, commandant de l'équipe, envoie les Spartans découvrir pourquoi une station-relais de Reach a été déconnectée, suspectant un sabotage de la part des rebelles. Mais au lieu de rebelles humains, l'équipe Noble tombe sur des Covenants, notamment un commando d'Élites. Peu après, l'équipe Noble est déployée afin de protéger la base Sword, appartenant à l'ONI. L'équipe y rencontre la scientifique Catherine Halsey, dirigeante du projet Spartan et conceptrice de l'armure Mjolnir portée par les Spartans, qui les informe que le commando d'Élites qui était à la station-relais est à la recherche d'informations de la plus haute importance.
Jun et Six sont envoyés en mission d'infiltration pour évaluer les forces covenantes et découvrent une gigantesque flotte d'invasion.
Alors que les Covenantes débarquent en masse sur la planète, l'équipe Noble est envoyée sur différentes missions de défense.
Quand un gigantesque transporteur covenant arrive sur Reach, Jorge et Six s'inspirent d'un accident ayant eu lieu il y a quelques années et échafaudent un plan pour le détruire à l'aide d'un générateur de sous-espace saboté, qui créera une rupture de sous-espace au milieu du vaisseau, le coupant en deux. Après avoir utilisé des prototypes de chasseurs Sabre pour infiltrer un plus petit vaisseau covenant avec le soutien de la frégate Savannah, qui ne survit pas à l'affrontement, Jorge et Six l'utilisent pour s'amarrer au super transporteur. Mais à la suite d'un dysfonctionnement du compte à rebours, Jorge décide de rester et de se sacrifier pour activer le générateur, détruisant ainsi le vaisseau. La victoire est de courte durée, puisqu'une flotte encore plus importante arrive en orbite de Reach.
Après avoir survécu à la chute de la frégate Covenant, Noble Six a parcouru plusieurs kilomètres à pied, seul et blessé, jusqu'à atteindre la ville en flammes de New Alexandria. Là, il aide l’armée locale à défendre l’invasion Covenante et, ce faisant, se regroupe avec Noble Team et évacue la ville avec de nombreux civils. Alors que les Covenants commencent à vitrifier la ville, l'équipe Noble évacue, mais Kat est tuée par un tir de sniper. Rappelant l'équipe Noble à la base, le docteur Halsey leur montre un ancien artéfact forerunner qu'elle croit être la clef de la victoire. Six, Carter et Emile sont chargés de transporter l'intelligence artificielle Cortana et les informations qu'elle contient jusqu'au vaisseau de l'UNSC, le croiseur Pillar of Autumn, alors que Jun se charge d'évacuer Halsey à l'aide d'un vaisseau de transport.
En cours de route, Carter est sévèrement blessé et décide de se sacrifier, lui et son vaisseau, pour détruire une plate-forme d'assaut mobile, permettant ainsi à Six et Emile d'atteindre le Pillar of Autumn. Emile se sert d'un canon de masse pour défendre le vaisseau, tandis que Six se fraie un chemin à travers les forces covenantes pour amener Cortana au capitaine Jacob Keyes. Quand Emile est vaincu par des Élites, Six décide de rester derrière pour prendre sa place et permettre au Pillar of Autumn de s'échapper. On assiste alors à la scène d'ouverture de Halo: Combat Evolved, dans laquelle Cortana et le Pillar of Autumn découvrent la structure Halo, suivie du générique de fin et d'un message de remerciement de la part de Bungie.
Le générique achevé, le joueur contrôle de nouveau Noble Six, qui livre son dernier combat contre des forces covenantes. Après avoir subi des blessures et repoussé plusieurs Élites, Six laisse tomber son casque au sol et s'avère finalement vaincu. Plus de trente ans plus tard, le même casque repose maintenant dans un pré sur une Reach régénérée. La voix off du docteur Halsey fait l'éloge de l'équipe Noble, dont le sacrifice a permis à l'humanité de vaincre les Covenants.

## Système de jeu
Halo: Reach est un Jeu de tir à la première personne (ou FPS). Le joueur incarne Noble Six, un supersoldat engagé dans une guerre contre une coalition extra-terrestre, l'Alliance Covenante. Le gameplay est directement inspiré du premier jeu de la série Halo: Combat Evolved. Le personnage est équipé d'un bouclier d'énergie rechargeable qui absorbe les dégâts des armes. Lorsque le bouclier d'énergie est épuisé (et qu'il n’a pas eu le temps de se recharger), les dégâts affectent directement la santé du personnage qui subit les dégâts. Une fois que celle-ci atteint zéro, le joueur redémarre le niveau à la dernière sauvegarde. Toutefois, il est possible de retrouver le niveau maximum de la santé est utilisant un pack de santé, ce dernier étant disséminé dans les niveaux du jeu.
Dans Halo 3, le joueur pouvait utiliser des power-ups lui offrant un avantage défensif ou offensif temporaire. Ce système de matériel est réutilisé dans Halo: Reach mais avec des modifications. Il s'agit de capacités qui sont réutilisables et interchangeables, au nombre de sept : le jetpack, le camouflage actif, le sprint, la carapace qui immobilise le joueur mais le rend invulnérable durant quelques secondes, sans compter l'hologramme, la bulle curative et l'esquive. En plus de ces capacités, les anciennes armes (fusil de combat DMR, fusil d'assaut, etc.) ont été repensées ; à celles-ci viennent s'ajouter de nouvelles armes.

### Multijoueur
La bêta multijoueur du jeu était ouverte aux possesseurs de Halo 3: ODST à partir du 3 mai 2010 et ce, durant 17 jours.
Halo: Reach peut se jouer à 4 sur une seule console Xbox 360 (en écran séparé), en réseau local ainsi qu'en ligne (jusqu'à 16 joueurs) via le service Xbox Live. On retrouve les modes multijoueurs standards de la saga Halo tels que slayer swat et roi de la colline mais aussi de nouveaux modes de jeu. Dans headhunter (« chasseur de têtes » en français), lorsqu'un joueur décède, il laisse apparaître un crâne que les autres joueurs peuvent ramasser et apporter dans une zone spéciale permettant de marquer des points. Le joueur qui parvient à apporter le plus de crânes dans cette zone gagne la manche. Le mode réserve est une variante du mode capture de drapeau. Dans défense de générateurs, les joueurs incarnent soit un Spartan, soit une élite : les élites doivent détruire les générateurs tandis que les Spartans se chargent de les défendre. Enfin, le mode invasion est un mode de jeu en 6 contre 6 dans lequel les Spartans ou les Élites suivant la carte doivent prendre le contrôle de territoires avant de pouvoir accéder à un module qu'ils devront rapporter à leur vaisseau (Phantom pour les élites, Pélican pour les Spartans). Ce mode laisse apparaître des véhicules au fil de la progression et du changement de zone. En effet, ce mode de jeu n'exploite pas toute la carte, mais uniquement une certaine zone ; à chaque fin de manche, les joueurs se retrouvent dans une nouvelle zone de la carte.
D'autres modes multijoueurs sont disponibles tels que le baptême du feu, qui apparaissait déjà dans Halo 3: ODST. Il s'agit pour les joueurs de survivre durant plusieurs manches à des vagues d'ennemis extraterrestres. Toutefois, comparé à Halo 3: ODST, le baptême du feu est personnalisable. Le joueur a le choix du type d'ennemis ainsi que de leur nombre. Il peut aussi jouer avec tous les abonnés du Xbox Live (contrairement à ODST où il n'était possible que de jouer avec sa liste d'amis). Des variantes sont disponibles comme la défense de générateurs,.
Forge, l'éditeur de niveau apparu avec Halo 3, évolue pour ce jeu. Il peut être utilisé pour modifier les cartes multijoueurs ainsi qu'une grande carte nommée Forge World. Bungie s'est d'ores et déjà servi de cette carte pour en créer des variantes, disponibles avec le jeu. Les outils de la forge ont été améliorés. Les éléments de décor (murs, escaliers, plates-formes, etc.) peuvent désormais être encastrés entre eux ou sur le décor et il est possible de changer leur orientation. On peut ainsi les retourner ou encore les mettre de biais.

## Contenu additionnel
Un pack de cartes multijoueurs nommé le Noble Map Pack est disponible depuis le 30 novembre 2010, pour 800 Microsoft Points. Ce pack contient trois cartes qui, à la différence des cartes fournies avec le jeu, ne sont pas fondées sur les niveaux de la campagne. Un second pack de cartes, nommé Defiant Map Pack, est sorti le 11 mars 2011. Ce pack contient 2 nouvelles cartes multijoueurs, et également une carte exclusive de Baptême du feu, toujours non fondées sur la campagne.
De plus, depuis le 15/11/2011 est disponible le jeu « Halo Combat Evolved : Anniversaire » (abrégé Halo CEA), pour célébrer les 10 ans du premier épisode de la saga. À cette occasion, un pack de cartes remastérisées des précédents jeux est sorti : celui-ci contient 5 cartes multijoueur (dont deux tirées de Halo PC), ainsi qu'une carte baptême du feu, "Installation 04", issue de la campagne d'Halo Combat Evolved.
On notera que dans toutes ces cartes présentes dans les packs additionnels sont présents de nouveaux éléments de forge, adaptés à chaque carte et permettant une personnification plus poussée encore.

## Développement

### Design
Après le développement de Halo 3 en 2007, Bungie a séparé ses équipes afin de travailler sur deux projets distincts : le premier groupe se lance sur le projet Halo 3: ODST tandis qu'un autre groupe, dirigé par Marcus Lehto, commence à travailler sur ce qui allait devenir Halo: Reach. L'équipe souhaitait revenir aux fondements avec un épisode qui précéderait chronologiquement le premier opus. Le choix s'est alors porté sur la planète fictive Reach, planète qui a vu naître le projet Spartan. L'histoire se déroulant avant Halo: Combat Evolved, Bungie a pu ajouter de nouveaux personnages et paramètres au jeu. Comme l'histoire de Reach se termine par la destruction de la planète, Bungie a veillé à ce que les joueurs ressentent un sentiment d'accomplissement et de réussite à la fin du jeu.
Bungie avait pour objectif de faire de Halo: Reach un jeu techniquement plus évolué que Halo 3 en utilisant pourtant la même plate-forme, à savoir la Xbox 360. À l'origine, il s'agissait de réutiliser les éléments de Halo 3 et de les mettre à jour, mais finalement, tous les éléments ont été repris entièrement. Ainsi, un fusil d'assaut de Reach est constitué de plus de polygones qu'un soldat entier dans Halo 3. L'équipe en a profité pour repenser les ennemis principaux, les armes et les éléments de la série, tout en restant fidèle à l'esprit de la série. Les Grognards, principale composante des forces armées covenantes, ont été ainsi redessinés par rapport à des esquisses de Shi Kai Wang, employé de Bungie, réalisées dix ans plus tôt. Les développeurs se sont portés sur un monde de jeu plus ouvert. En laissant un maximum de liberté au joueur, ils ont voulu donner une approche différente des batailles, plus aléatoires et moins prévisibles. Le jeu a été achevé en juillet-août 2010.

### Bande-son
L'équipe chargée d'écrire la bande-son de Reach est composée de Martin O'Donnell et de Michael Salvatori. Martin O'Donnell affirme avoir écrit une musique plus sombre et viscérale car l'intrigue se déroule sur une planète menacée de destruction. Martin O'Donnell a commencé à travailler sur Reach alors même que Halo 3: ODST était encore en production. Pour autant, il n’a débuté l'écriture de la musique qu'en août 2009. Il a été aidé par des collaborateurs qui ont travaillé sur les précédents épisodes de Halo: Michael Salvatori, C. Paul Johnson et Stan LePard. Le compositeur explique avoir choisi les bases, les thèmes et autres points de départs, avant de les partager avec ses collègues qui ont alors apporté leurs contributions.

### Annonces

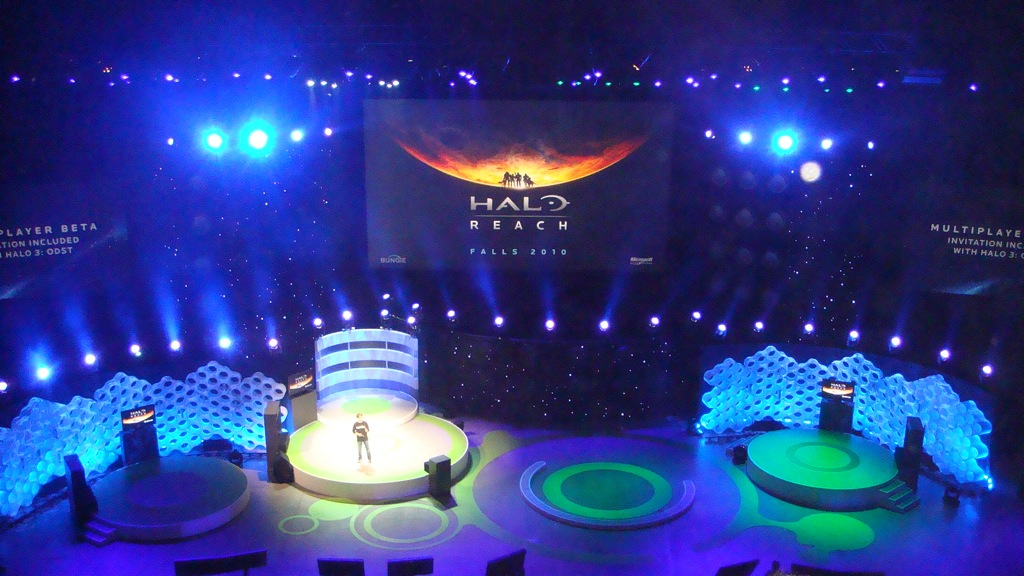
Annonce de Halo: Reach à l'E3 le 1er juin 2009

Halo: Reach a été annoncé à l'E3, le 1er juin 2009 à la conférence de presse de Microsoft. Le communiqué de presse indique que la bêta multijoueur serait ouverte au printemps 2010 (avant d'être annoncé pour mai 2010). Halo : Reach est le dernier jeu Halo de la série à être développé par Bungie, son créateur originel. Les futurs jeux Halo seront supervisés par 343 Industries, une filiale de Microsoft.
Lors de l'E3 2010, Bungie révèle des passages de la campagne du jeu ainsi que le mode Firefight. Le 10 juillet 2010, Bungie publie la liste complète des succès et médailles de Halo: Reach. Les médailles sont des récompenses offertes aux joueurs en effectuant certaines actions (meurtres en série, assassinat…).

### Multijoueur bêta
La bêta multijoueur de Reach a été ouverte aux propriétaires de Halo 3: ODST (ce dernier s'étant vendu à plus de 3 millions d'exemplaires). Plus de 2,7 millions de joueurs ont participé à la bêta, qui était disponible du 3 au 20 mai 2010.
Bungie a utilisé la version bêta pour corriger les erreurs et bugs du jeu et a collecté des informations sur les améliorations possibles. Durant le déroulement de la bêta, le forum de Bungie a reçu plus de 360 000 messages.

## Lancement
Halo : Reach est sorti en trois éditions : standard, limitée et légendaire. L'édition standard comprend le jeu ainsi que le manuel. L'édition limitée comprend en plus un sac avec des éléments de l'histoire de Halo, une personnalisation d'armure Elite exclusive, le tout dans une boîte de jeu différente. Enfin, l'édition légendaire, proposée dans un emballage aux couleurs du CSNU, contient tous les éléments de l'édition limitée ainsi que deux heures de commentaires audio des développeurs sur des scènes coupées du jeu, une personnalisation d'armure Spartan exclusive et une statuette de la Noble Team (créée par McFarlane Toys). Un casque de Spartan exclusif de type Recon, était offert aux joueurs d'Amérique du Nord et uniquement à ceux des autres régions du monde ayant effectué une précommande du jeu. Une console Xbox 360 S en édition limitée Reach est sortie, avec le jeu et deux manettes.
Avant sa sortie, le 12 août 2010, une version du jeu sous le nom de Reach- était disponible sur le Xbox Live Marketplace au prix de 99 999 Microsoft Points (~900 €), mais il était impossible de l'acheter. Microsoft a annoncé qu'il ne s'agissait que d'une version pour les médias et que le jeu n’allait pas être distribué sous forme numérique. Toutefois, quatre jours après, des hackers parviennent à accéder aux fichiers et distribuent le jeu en version pirate. À noter que Halo 2, Halo 3, et ODST avaient subi le même sort avant leur parution.

### Commercialisation
Microsoft a préparé la plus grande campagne promotionnelle pour un titre issu de sa branche jeux vidéo. Elle a dépassé en taille et en budget celle de Halo 3, qui avait coûté 6,5 millions de dollars en 2007. L'agence de communication AgencyTwoFifteen et l'agence de création AKQA, qui avaient déjà travaillé sur Halo 3, se sont chargées de la campagne marketing de Reach,. Les publicités se veulent simples, se focalisant sur les héros et non les victimes afin de toucher un public plus large que celui des fans de la saga. La campagne de publicité débuta en avril 2010 avec le mini-film Naissance d'un Spartan.
La campagne marketing du jeu s'appuyait aussi sur le merchandising avec la création d'une série de figurines par McFarlane Toys, qui avait déjà travaillé sur les produits dérivés de Halo 3.
Halo: Reach sort le 14 septembre 2010 dans 25 pays. Plus d'une dizaine de magasins, notamment à Londres, Oslo, Stockholm et New York, ont ouvert spécialement leurs portes jusqu'à minuit.
Des éditions limitée et légendaire du jeu sont disponibles depuis le lancement en plus de la version standard.

### Après le lancement
Suivant sa sortie, le jeu Halo: Reach fera une nouvelle apparation dans l'édition Halo : The Master Chief Collection sortie le 3 décembre 2019.

## Accueil

### Critiques
Halo: Reach a reçu un accueil très positif de la part des critiques. En termes d'avis global, le jeu a reçu un score de 91,59 % sur GameRankings et de 91/100 sur Metacritic,. Des critiques comme Thierry Nguyen de 1UP.com et Matt Cabral GamePro l'ont considéré comme le meilleur titre de la saga Halo. Beaucoup ont noté qu'il y avait peu de changements majeurs par rapport aux précédents opus.
Erik Brudvig d'IGN fait l'éloge de la campagne, qui ne souffre pas de paysages répétitifs contrairement aux précédents titres, tandis que Game Revolution indique que la campagne est réussie grâce à l'absence de connotations religieuses ou autres plantes étranges pouvant porter atteinte à l'histoire. Dans The Guardian, Steve Boxer dit que l'histoire de Reach a donné une image très amateur aux précédents épisodes tandis que Thierry Nguyen de 1UP.com estime que l'histoire est plus accessible, mais souffre de personnages trop stéréotypés. En revanche, Charlie Baratt de GamesRadar a estimé que si la campagne de Reach était meilleure que celle de Halo 3: ODST, il manquait le gros changement promis.
S'exprimant au nom d'Ars Technica, Ben Kuchera fait l'éloge du mode multijoueur de Reach pour son large choix de modes de jeux qui permettrait d'apprécier le jeu peu importe le style de jeu. Beaucoup de critiques ont salué la personnalisation des personnages ainsi que les options offertes pour les joueurs,. Le concept de personnalisation du profil psychologique pour affiner les sélections multijoueurs a été aussi applaudi mais sans vraiment savoir s'il serait véritablement efficace. Le site G4 a pour sa part considéré que la carte Forge World offrait à elle seule plus de possibilités que le mode Forge de Halo 3.
Les éléments audiovisuels ont été notés comme une avance marquée par rapport à Halo 3 et Halo 3: ODST. Quant au New Zealand Herald, il compare Reach à un gros budget hollywoodien de par la qualité de son environnement. Xbox Magazine indique qu'il y a d'autres jeux avec de meilleurs graphismes, mais que Reach est différent et laisse le souffle coupé, avec l'insertion de la faune et de civils qui renforce l'impression d'une planète en état de siège. Le testeur d'IGN a apprécié que Martin O'Donnell ait retravaillé les effets sonores, et que les nouvelles armes soient époustouflantes.

### Ventes
Le chiffre d'affaires de Halo: Reach est de 200 millions de dollars dès le premier jour, un record pour la série Halo. Fin octobre 2010, le chiffre d'affaires passe à plus de 350 millions de dollars (251 millions d'euros). La première semaine de distribution, le jeu prend la tête des ventes de jeu vidéo dans le monde.
En effet, Halo: Reach s'est vendu à 3,3 millions d'exemplaires rien qu'aux États-Unis en un mois. C'est d'ailleurs le troisième jeu vidéo de la nouvelle génération à dépasser les trois millions sur le sol américain, les deux autres jeux étant Halo 3 et Modern Warfare 2. Finalement le jeu devient la 3e meilleure vente 2010 toujours aux États-Unis.
Au Royaume-Uni, la première semaine de lancement fut le 5e meilleur lancement du pays, battant Halo 3 et Halo 3: ODST.
Le Japon se démarque des autres pays avec des ventes assez faibles: 44 413 exemplaires dans sa première semaine, se plaçant devant ODST (29 734 exemplaires) mais derrière Halo 3 (61 143 exemplaires).